# 狱卒
《狱卒》（英語：Jailer）是一部2023年印度泰米尔语动作喜剧片，由尼爾森·迪利普庫瑪执导，Sun Pictures的卡拉尼修·马兰制作。影片由拉吉尼坎特担任主角，一起演出的有维纳亚坎、拉米亚·克里希纳、瓦桑斯·拉维、塔玛娜、苏尼尔、苏尼尔、米尔娜·梅农和尤吉·巴布。莫汉拉尔、希瓦·拉吉库玛尔和杰基·史洛夫客串出演。
该片于2022年2月正式宣布，暂定名为《酋長169》，因为这是拉吉尼坎特的第169部电影，而官方片名《狱卒》则于6月宣布。主体拍摄于2022年8月在钦奈开始，并于2023年6月杀青。音乐由阿尼魯德·拉維昌德作曲，摄影和剪辑由Vijay Kartik Kannan和 R. Nirmal负责。
《狱卒》于2023年8月10日在影院上映，剧本、导演、演员表现、角色塑造以及配乐，都获得了影评届的好评。该影片在全球的票房收入估计为₹ – 65 亿卢比，成为2023年印度票房第七高的电影，也是泰米尔语票房第二高的电影。

## 剧情
穆杜维尔·潘迪安是一名退休警官，与家人住在科丹巴卡姆。穆杜维尔的儿子，ACP 阿尔津，正在调查瓦尔曼，一个古怪的黑帮分子，他走私神像并将其销售给海外买家，在阿拉科纳姆的行动基地进行活动。阿琼与瓦尔曼的追随者西努对峙，并向他询问瓦尔曼的下落。当阿琼越来越接近逮捕瓦尔曼时，他突然失踪，警察局传出消息称他可能自杀以掩盖谋杀案。穆图维尔对失去儿子感到悲痛，同时也部分责怪自己养育他变得诚实和无所畏惧，他追随西努并谋杀了他，并通过强迫无能的当地出租车司机维马尔帮助他处理了尸体。
瓦尔曼的手下试图杀死穆图维尔的孙子里斯维克。穆图维尔设法拯救了里斯维克，但后来受到瓦尔曼的威胁。穆图维尔试图说服瓦尔曼不要打扰他和他的家人，但没有成功。愤怒的穆图维尔决定反击。首先，他勒索精神科医生S.丹达帕尼，为其家人提供庇护。然后，他拜访了居住在曼迪亚的改过自新的罪犯纳拉西姆哈，纳拉西姆哈借给了他四名最神枪手的射手。在纳拉辛哈手下的帮助下，穆图维尔偷走了正在走私的瓦尔曼的神像，并用它们来勒索和羞辱即将杀死他家人的瓦尔曼。为了报复，瓦尔曼让比哈尔匪徒卡姆德夫派人去他家杀死穆图维尔和他的家人，结果他们要么被纳拉辛哈的手下枪杀，要么被穆图维尔本人杀死。
在发现瓦尔曼的目标是穆图维尔后，卡姆德夫向他透露，穆图维尔曾经是提哈尔监狱冷酷无情、魅力非凡的狱卒，也被称为“老虎”。他严厉惩戒罪犯，但也帮助他们改造，赢得了包括卡姆德夫在内的庞大盟友网络。穆图维尔将瓦尔曼和另一名前罪犯西坎达尔·辛格派来的一百名男子围堵在他的基地，但瓦尔曼透露阿琼还活着，并威胁要杀了他。两人最终达成妥协：瓦尔曼将释放阿琼，以换取穆图维尔取回一顶著名的古董王冠，该王冠目前保存在安得拉邦曼加拉吉里的一座寺庙中。穆图维尔计划实施一场抢劫，涉及泰卢固语演员布拉斯特·莫汉 (Blast Mohan)，他是存放王冠的寺庙的受托人。
经过各种欺骗，在孟买走私者马修的帮助下，穆图维尔最终获得了王冠并将其送回瓦尔曼，但后来发现他送来的王冠是假的。瓦曼释放了阿琼，阿琼揭露自己是一名腐败的警察，他想介入瓦尔曼的行动，愿意为了钱杀死自己的父亲。然而，假王冠还隐藏着一个隐藏的摄像头，他们的整个谈话都被穆图维尔记录并看到。他与卡姆德夫、维马尔和他的盟友一起袭击了瓦尔曼的藏身处，杀死了瓦尔曼和他的手下，而纳拉辛哈则保护了穆图维尔的家人，而马修则摧毁了瓦尔曼的走私活动。穆图维尔给了阿琼最后一次投降的机会；然而，他拒绝并试图杀死他。阿琼却被纳拉西姆哈的手下射杀，而穆图维尔则郑重地走开。

## 腳註
1. ↑  Times of India reported that the film raked in over 600 crores in revenue.[2] Hindustan Times reported the collection to be ₹650 crore.[3]